# Phyrdenus muriceus
Espèce
Phyrdenus muriceus est une espèce d'insectes coléoptères, de la famille des Curculionidae, originaires d'Amérique du Sud. Ravageur des cultures de pomme de terre et de tomate, c'est l'une des espèces du complexe du charançon andin de la pomme de terre, la première décrite par Germar en Argentine en 1824.